# Giacomo Giustiniani

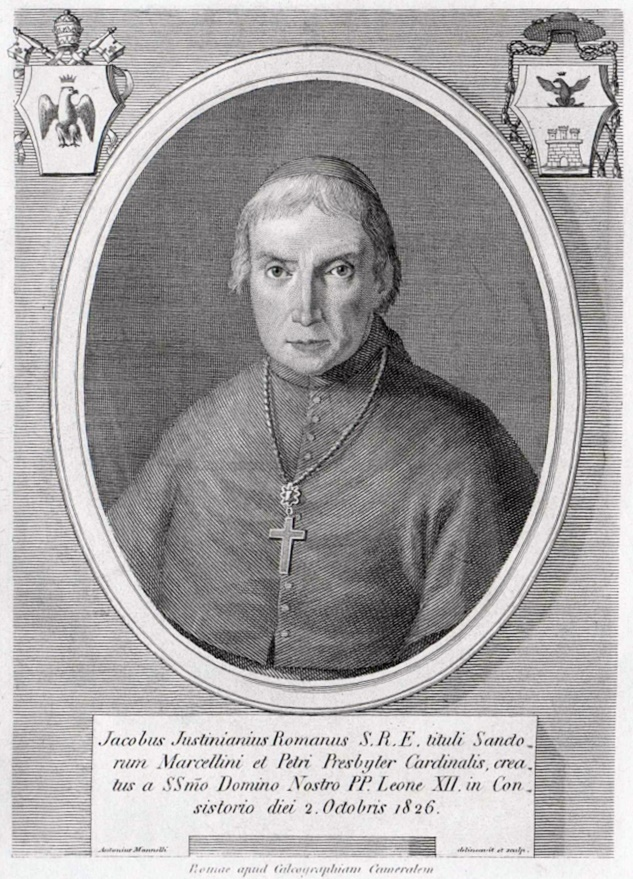
Giacomo Kardinal Giustiniani (zeitgenössischer Stich, um 1830)

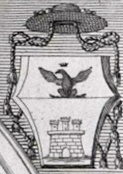
Kardinalswappen

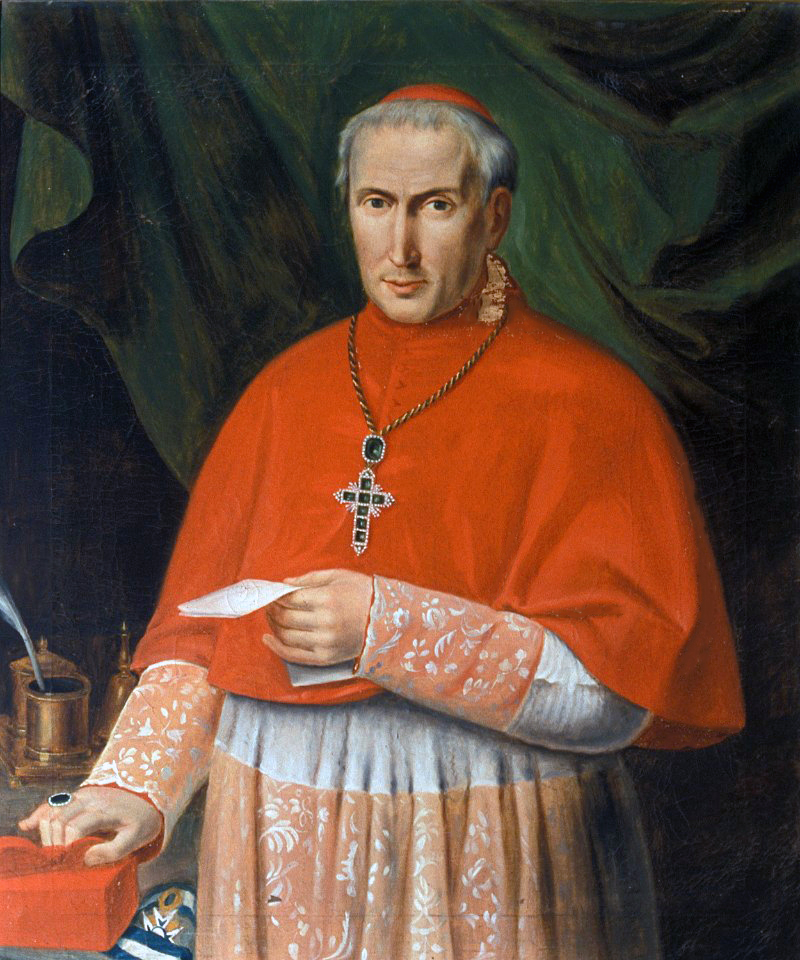
Giacomo Kardinal Giustiniani

Giacomo Giustiniani (* 20. Dezember 1769 in Rom; † 24. Februar 1843 ebenda) war ein Kurienkardinal des 19. Jahrhunderts.

## Leben
Giustiniani, aus einer Adelsfamilie stammend, wurde nach seinem Studium 1792 Apostolischer Protonotar und empfing die niederen Weihen. An seinem 23. Geburtstag wurde er Doktor des Zivil- und Kirchenrechts. Im nächsten Jahr entsandte ihn Papst Pius VI. als päpstlichen Legaten in die Romagna. Nach seiner Rückkehr 1795 wurde Giustiniani Protonotar der Heiligen Ritenkongregation. Während der Wirren durch die französische Vormachtstellung in Europa lebte er ab 1799 als Laie und reiste quer durch Europa. Dabei vertiefte er noch einmal seine Studien. Kurzzeitig geriet er 1798 auch in französische Gefangenschaft. Erst 1814 konnte er an die Kurie zurückkehren.
Der neue Papst Pius VII. ernannte ihn zum Pro-Gouverneur von Rom. 1815 konnte er als Apostolischer Delegat die päpstliche Herrschaft in Bologna wiederherstellen und knüpfte unter anderem Kontakt zu dem dortigen Erzbischof Carlo Oppizzoni. Am 21. Dezember 1816 erhielt der schon 47-jährige Giustiniani das Sakrament der Priesterweihe. Schon im nächsten Jahr wurde er Titularerzbischof von Tyrus. Die Bischofsweihe spendete ihm Kardinaldekan Alessandro Mattei am 20. April 1817 im Petersdom. Mitkonsekratoren waren Kurienerzbischof Giovanni Francesco Guerrieri und der Vizegerent des Bistums Rom, Erzbischof Candido Maria Frattini.
Nach der Bischofsweihe war Giustiniani als Apostolischer Nuntius in Spanien tätig. Aufgrund liberaler Aufstände musste er Anfang 1823 nach Bordeaux fliehen. Erst als König Ferdinand VII. im selben Jahr mit französischer Hilfe seine Stellung zurückerobern konnte, kehrte auch Giacomo Giustiniani nach Spanien zurück.
1826 ernannte ihn Papst Leo XII. zum Bischof von Imola (persönlicher Titel Erzbischof). Im Konsistorium vom 2. Oktober 1826 nahm er ihn als Kardinalpriester ins Kardinalskollegium auf. Kardinal Giustiniani wurde die Titelkirche Santi Marcellino e Pietro zugewiesen. Er nahm nach dem Tod Leos XII. am Konklave von 1829 teil. Im nächsten Konklave erhob Ferdinand VII. von Spanien wegen früheren diplomatischen Spannungen Einspruch gegen eine mögliche Wahl Giustinianis zum Papst. Der dann gewählte Gregor XVI. ernannte ihn zum Kommendatarabt von Farfa, was er bis 1833 blieb. 1834 wurde Kardinal Giustiniani dann Präfekt der Indexkongregation. 1837 ernannte ihn Gregor XVI. zum Camerlengo, im selben Jahr wurde Kardinal Giustiniani Erzpriester des Petersdoms, was er bis zu seinem Tod blieb. 1839 nahm ihn Gregor XVI. in die Klasse der Kardinalbischöfe auf und wies ihm das suburbikarische Bistum Albano zu.
Giacomo Giustiniani starb 1843 mit 73 Jahren und wurde in der Kirche Santa Maria sopra Minerva beigesetzt.

## Familienbeziehungen
Giacomo Giustiniani war ein Onkel des Kardinals Carlo Odescalchi.